# 브리즈번 인터내셔널
브리즈번 인터내셔널(Brisbane International)은 2009년 창설된 호주 퀸즐랜드주 브리즈번의 야외 하드코트에서 열리는 프로 테니스 대회이다. WTA 500 토너먼트와 ATP 250 토너먼트이다.
토너먼트는 매년 1월 시즌의 첫 번째 그랜드 슬램 (테니스) 토너먼트인 호주 오픈(오스트레일리아 오픈 시리즈의 일부) 직전에 퀸즈랜드 테니스 센터에서 개최된다. 테니스 오스트레일리아(Tennis Australia)가 소유하고 있다.